# Valentina Kashuba
Valentina Kashuba (14 de mayo de 1898 - 12 de enero de 1997), también conocida como Valentina Kachouba o Valentine Kashuba, fue una bailarina rusa, miembro de la compañía de Serguéi Diáguilev, Ballets Rusos, entre 1916 y 1921. Kashuba es considerada la última superviviente de la compañía, y sus recuerdos y fotografías se consideran valiosas para los registros de ballet.

## Primeros años
Muchas fuentes decían que Kashuba era de Moscú, y era hija de un oficial de guardia y de una princesa persa de Samarcanda.

## Carrera

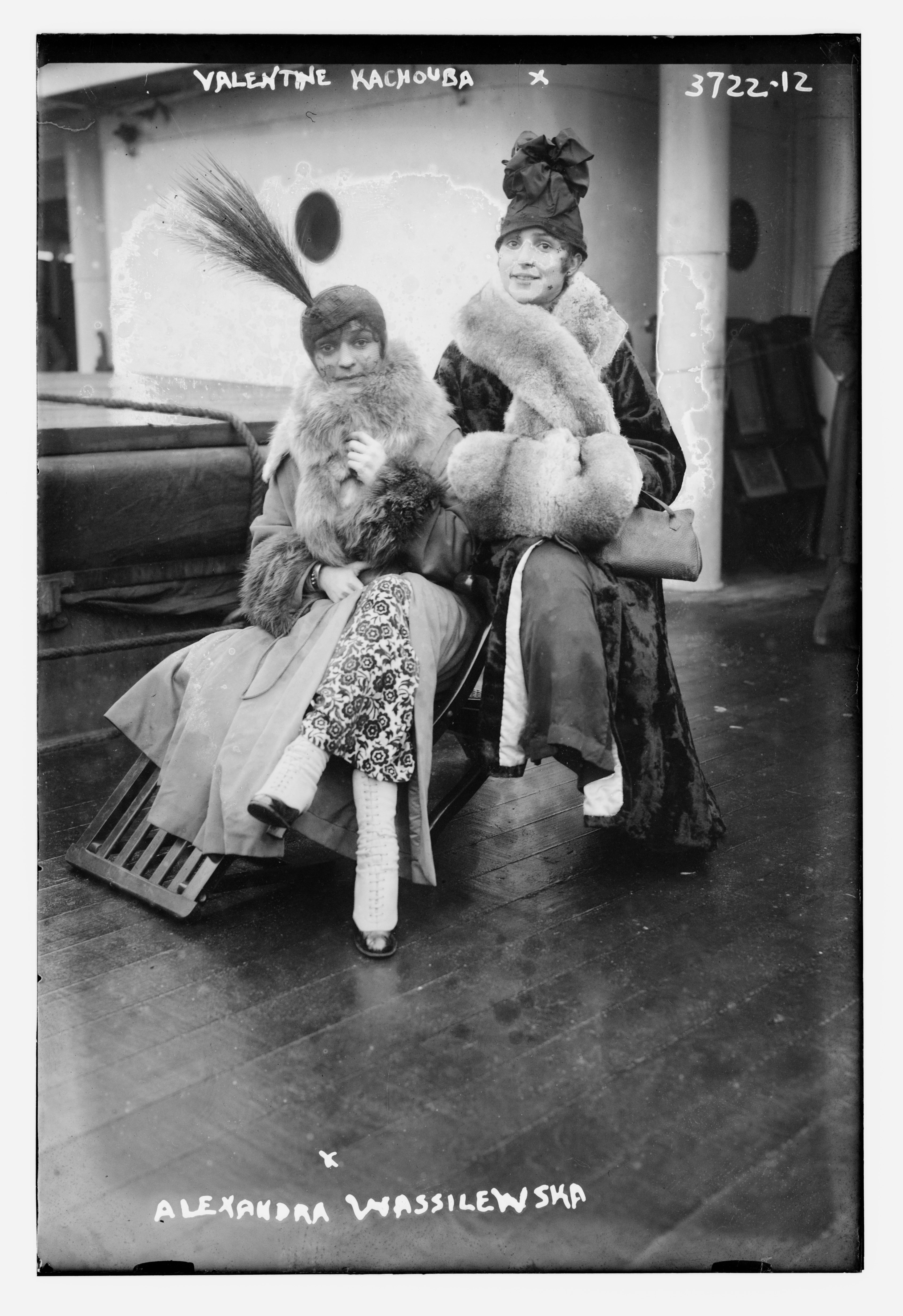
Valentina Kashuba y Alexandra Wassilewska en 1916, la fotografía actualmente sobrevive en la Biblioteca del Congreso de Estados Unidos.

Kashuba se convirtió en miembro de la compañía Ballets Rusos en 1916 cuando realizó una gira con Sergei Diaghilev. En ese momento también estaban Xenia Makletzova, Lydia Sokolova, Léonide Massine, Adolph Bolm, Enrico Cecchetti, Nicolas Zverev, Flore Revalles, Lidia Lopujova, y Ekaterina Galanta. En 1918, Kachouba empezó a trabajar con la Compañía de Ópera Salvati en Perú, cuando pronunció un discurso improvisado sobre Rusia durante la celebraciones del Armisticio del 11 de noviembre de 1918 en Lima.
Kashuba bailó en Nueva York en 1926, anunciando que la ayudó a hacer inspiraciones astrológicas y místicas para sus bailes (o "predicaciones plastomímicas", como ella describía su trabajo). Ella lo prometió diciendo: "Bailaré sólo en un ambiente solemne", despidiendo a los lugares de vodevil, como "un observatorio, como una sala de conferencias, un templo o, tal vez, algo que construí yo misma". En 1929, Kashuba empezó a trabajar en el teatro Metropolitan Opera House, donde trabajó en Las bodas de Ígor Stravinski, la obra estuvo bajo la dirección de Leopold Stokowski, otros actores que también trabajaron en la obra fueron Aaron Copland, Nina Koshetz y Sophie Braslau. En 1931 y 1932, Kashuba empezó a trabajar en el Teatro Madison Square, bajo el beneficio del Centro de Salud de Judson.
En sus últimos años, Kashuba vivió en Madrid, donde enseñó Ballet y produjo programas sobre danza; también empezó a diseñar trajes y decorados sobre el ballet. En 1979, Kashuba le concedió a una revista de historia oral sobre Dance Audio Archive en la Biblioteca Pública de Nueva York. En 1989, Kashuba fue entrevistada como una de las últimas supervivientes de la obra de Nijinsky, Till. Ese mismo año, se publicaron varias fotografías sobre los Ballets Rusos.

## Vida personal
Kashuba murió en Madrid en enero de 1997 a los 98 años.